# Chrostosoma chryseridia
Chrostosoma chryseridia là một loài bướm đêm thuộc phân họ Arctiinae, họ Erebidae.